# L'Armée des 12
Cet article possède un paronyme, voir L'Armée des douze singes.
L'Armée des 12 est un collectif français de hip-hop, actif dans les années 1990 et 2000. Il réunit TTC, La Caution et Saphir le joaillier (des Cautionneurs).

## Histoire
À la fin des années 1990, La Caution et TTC avaient en commun le même concepteur sonore : DJ Cruz. C'est donc ainsi que les 2 groupes se rencontrent pour former L'Armée des 12. Ils participent à des mixtapes comme L'Antre de la folie ou Un jour peut-être, et aussi dans le premier opus de TTC avec Pollutions.
En 2002, L'Armée des 12 sort l'album Cadavre exquissur le label Kerozen Music de La Caution,,. Il contient des instrumentaux signées Nikkfurie, Tido Berman, Para One, et DJ Fab. Deux clips sont réalisés pour cet album, Ils m'observent, réalisé par Hi-Tekk de La Caution, et Gin et Jus, réalisé par Aurélie Cauchy. On retrouve ces deux clips sur le DVD La Caution rend visite aux gens sorti fin 2006.
Teki Latex reprend une phrase de son dernier couplet du morceau Delirium 84 pour en faire le refrain du morceau Les Matins de Paris en duo avec Lio, dans le cadre de son album solo.
Après que la sortie des albums respectifs des différents groupes, ainsi que des projets solo, un nouveau projet de L'Armée des 12 est en discussion en 2007[réf. nécessaire]. En attendant, un street album, The Exclusive Mixtape, réunissant DJ Raze, Saphir et Cuizinier sort en septembre 2007, dans lequel on trouve des collaborations avec les membres de L'Armée des 12, dont un freestyle réunissant les 6 rappeurs (sur l'instrumental de I Got 5 on It du groupe Luniz), cinq ans après leur dernière apparition en commun sur un titre.

## Discographie

### Apparitions notables
- 1999 : Un jour peut-être (compilation) - avec le morceau Douze singes originaux
- 2000 : L'Antre de la folie de James Delleck et Teki Latex – avec le morceau L'Antre de la folie
- 2001 : Into the Groove 45 (compilation) - avec le morceau Please
- 2002 : Track List 9  (compilation) - avec le morceau Bouche à oreille
- 2003 : Sampler #68 (compilation) - avec le morceau Les 12